# Jorge Siles Salinas
Jorge Siles Salinas (La Paz, 28 de octubre de 1926 − 22 de octubre de 2014) fue un abogado, historiador, escritor, profesor universitario y diplomático boliviano. Fue un reconocido historiador especializado en la independencia de Bolivia y la cuestión marítima con Chile. También abordó temas filosóficos en diferentes libros y ensayos, además de haber sido columnista en varios periódicos de circulación nacional.

## Biografía
Hijo de Hernando Siles Reyes, presidente de Bolivia (1926-1930), pasó parte de su juventud en el Perú, tras el derrocamiento y exilio de su padre. Siles Salinas realizó estudios universitarios en La Paz y en España, junto a su hermano Luis Adolfo Siles Salinas (quien posteriormente fue también presidente de Bolivia). Se tituló como abogado en 1951 en la Universidad Mayor de San Andrés. Inició su carrera docente en la misma universidad en 1953, pero debido a su afiliación política a la Falange Socialista Boliviana (FSB), partido contrario al oficialista Movimiento Nacionalista Revolucionario (MNR), tuvo que exiliarse en El Salvador y Chile hasta 1960. Algunas de sus obras de esta época, como La aventura y el orden, reflejan su crítica al gobierno de la revolución del MNR. Durante esos años fue catedrático en la Pontificia Universidad Católica de Valparaíso y en la Pontificia Universidad Católica de Chile en Santiago. También conoció en esos años a la historiadora María Eugenia del Valle, con quien se casó. De regreso a Bolivia ocupó diferentes cargos en universidades e instituciones públicas. Fue catedrático de la Universidad Católica Boliviana (1966-1980), y en la Universidad Mayor de San Andrés (1972-1976), donde también dirigió la biblioteca. Llegó a ser rector de esta universidad entre 1973 y 1975. En estos años su obra abarcó distintas temáticas, incluyendo la filosofía e historia, además de la temática universitaria en La Universidad y el bien común. En el campo  político, fue senador por el Departamento de Chuquisaca entre 1966 y 1969. Como diplomático, fue nombrado embajador de Bolivia ante la Santa Sede, entre 1976 y 1979, y en Montevideo entre 1988 y 1990. Entre 1982 y 1985, durante la segunda presidencia, fue director del periódico Última Hora.

## El "Enfoque fresco"
Durante el gobierno del MNR de Víctor Paz Estenssoro (1985-1989), se consideró la posibilidad de un acercamiento con Chile, país con el cual Bolivia mantenía rotas las relaciones diplomáticas por más de dos décadas, salvo un corto periodo en la primera presidencia de Hugo Banzer Suárez. El problema central, referido a la problemática marítima generada tras la Guerra del Pacífico, fue abordado por el gobierno y el ministro de relaciones exteriores Guillermo Bedregal Gutiérrez, apuntando al pragmatismo y la complementariedad de ambos países, en lo que se denominó el "enfoque fresco". En 1986 el gobierno de Paz Estenssoro le ofreció a Siles Salinas el cargo de cónsul general en Santiago de Chile, con la misión de crear las condiciones de negociación y una propuesta a Chile que tenga posibilidades de ser discutida. La compleja tarea culminó con la elaboración de una propuesta que fue presentada a Chile en abril de 1987 en Montevideo. Esta consistía en la cesión de una franja en la línea fronteriza de Chile y Perú, además de enclaves en la costa chilena. En contrapartida Bolivia aceptaría el aprovechamiento de Chile de las aguas del Altiplano. El mando militar chileno influyó decisivamente para el rechazo categórico de estas propuestas en todas sus variantes. El mismo Siles Salinas consideró que algunos elementos de esa propuesta no eran oportunos, como la insistencia en solicitar enclaves, y también observó la falta de una convincente compensación a una cesión territorial.

## Galardones
Entre muchos de los reconocimientos que cosechó por su larga trayectoria de servicio, recibió en 2003 el Premio Nacional de Cultura, el más alto galardón que concede el Estado boliviano.

## Obra
Entre sus principales obras se encuentran:
- La aventura y el orden (1955)
- Lecciones de una Revolución (1956)
- La literatura boliviana de la Guerra del Chaco (1969)
- Ante la historia (1969)
- La Universidad y el bien común (1972)
- Algo permanece en el tiempo (1973)
- Guía de La Paz (1974)
- Bolivia (1981)
- La Independencia de Bolivia (1992)
- Guía de la ciudad de Nuestra Señora de La Paz (1999)
- Roma 2000. Las dos almas de Roma. Traducción del italiano al español (1998)
- Roma-Cristianismo-Historia. Ensayos (2002)
- Política y Espíritu. Ensayos (2004 y 2004)
- Historia de la Independencia de Bolivia (2009)
- Sí, el mar: la negociación boliviano-chilena de 1986-1987 (2012)